# Harvey Milk
Harvey Bernard Milk (ur. 22 maja 1930 w Woodmere, zm. 27 listopada 1978 w San Francisco) – amerykański polityk, pierwszy mężczyzna otwarcie przyznający się do swojej homoseksualnej orientacji wybrany do Rady Miasta San Francisco. Polityką i działaniem na rzecz osób LGBT zainteresował się w wieku 40 lat. W 2008 roku na podstawie jego biografii nakręcono nagrodzony dwoma Oskarami film Obywatel Milk.
W 1972 Milk przeprowadził się z Nowego Jorku do dzielnicy Castro w San Francisco. Wykorzystując rosnące polityczne i ekonomiczne zaangażowanie dzielnicy, próbował trzykrotnie, bez sukcesu, startować w wyborach do Rady Miasta San Francisco. Dopiero w 1977 jego dobrze zorganizowana kampania wyborcza pozwoliła mu na zdobycie miejsca w Radzie Miasta.
Milk piastował swoje stanowisko przez 11 miesięcy, podczas których z jego inicjatywy podjęto uchwały zakazujące dyskryminacji gejów i lesbijek w San Francisco. 27 listopada 1978 Harvey Milk i burmistrz miasta George Moscone zostali zastrzeleni przez innego członka Rady Miasta San Francisco i działacza Demokratów, Dana White'a. Radny White, który wcześniej zrezygnował ze swojego urzędu ze względów ideologicznych, później chciał wycofać swoją rezygnację z przyczyn ekonomicznych. Burmistrz George Moscone nie chciał się na to zgodzić, a Harvey Milk poparł decyzję burmistrza. Zbrodnia White'a była zemstą za tę decyzję.
Pomimo krótkiej działalności politycznej Milk, według profesora Petera Novaka z Uniwersytetu San Francisco, stał się ikoną San Francisco i „męczennikiem walki o prawa osób LGBT”. W 2002 roku został nazwany „najbardziej znanym i znaczącym politykiem otwarcie mówiącym o swojej homoseksualnej orientacji wybranym w wyborach w USA”. Pisarz John Cloud stwierdził, że po Milku wielu ludzi, zarówno hetero- jak i homoseksualnych, musiało przyzwyczaić się do nowej rzeczywistości, w której jawny gej nie musiał dłużej ukrywać swojej orientacji seksualnej i mógł osiągnąć sukces. 12 sierpnia 2009 roku został pośmiertnie odznaczony Medalem Wolności przez prezydenta Baracka Obamę.
22 maja 2014 Milk został upamiętniony emisją znaczka pocztowego w USA. Uroczystość początku emisji zorganizowana wspólnie przez kancelarię Baracka Obamy (the White House Office of Public Engagement), pocztę USA i Fundację Harveya Milka odbyła się w Białym Domu w Waszyngtonie.

## Życiorys

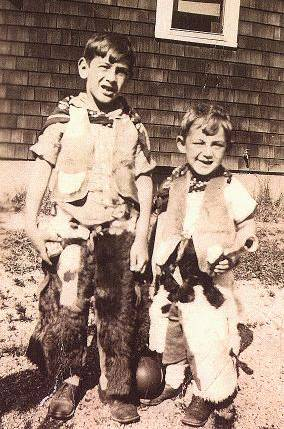
Harvey (po prawej) i jego starszy brat Robert, 1934

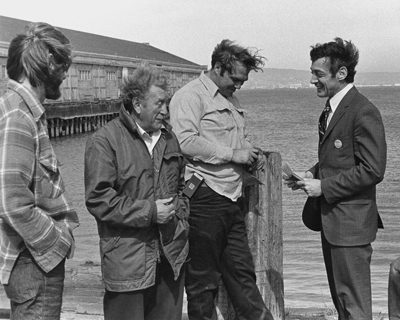
Harvey Milk prowadzący kampanię, 1976

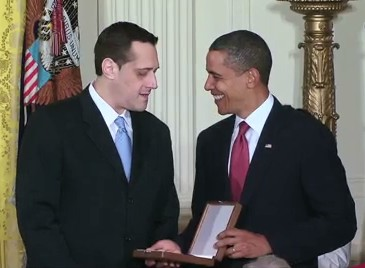
Prezydent USA Barack Obama wręcza do rąk Stewarta Milka Medal Wolności dla jego wuja – Harveya Milka, 2009.

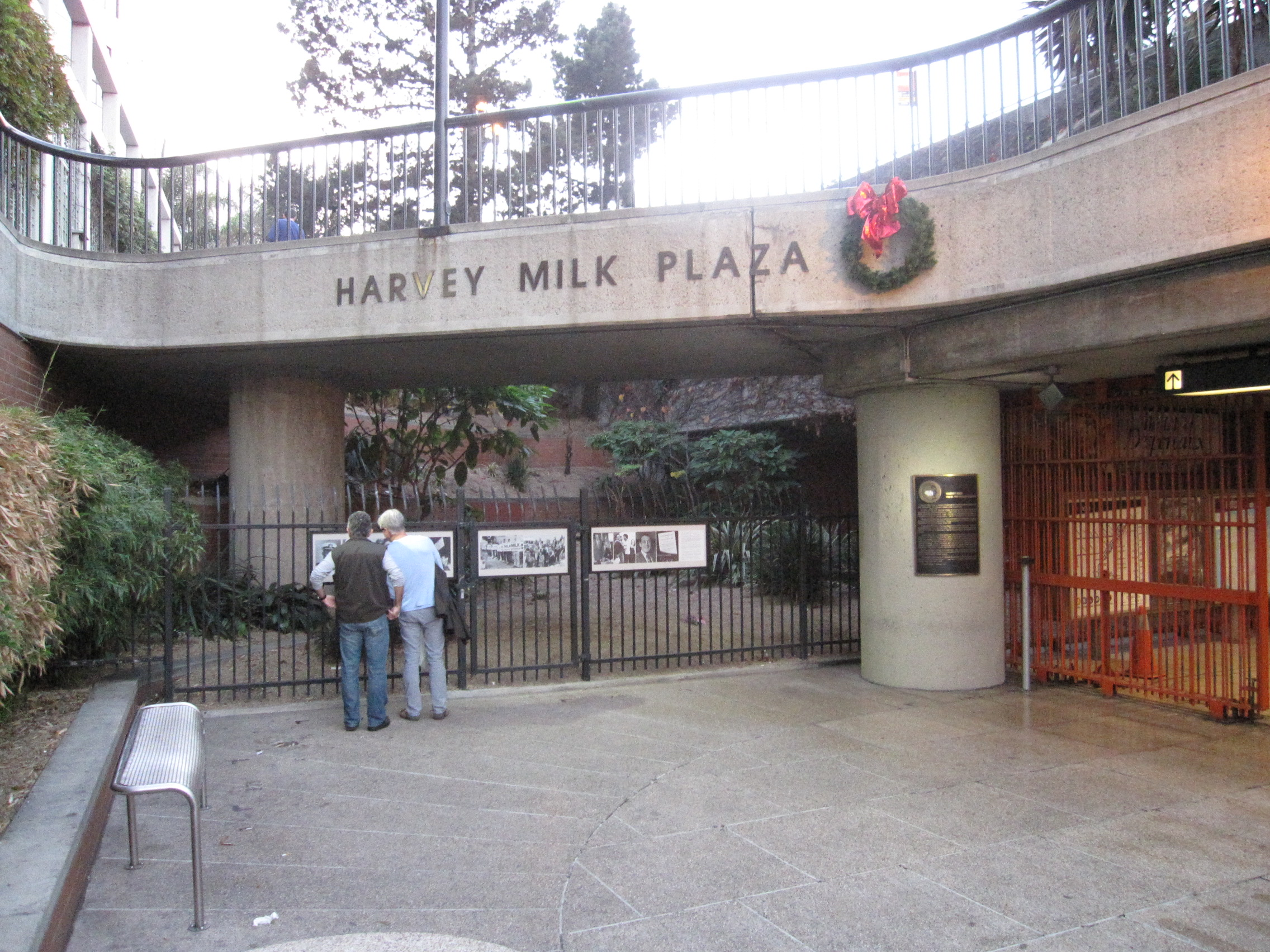
Plac Harveya Milka, San Francisco

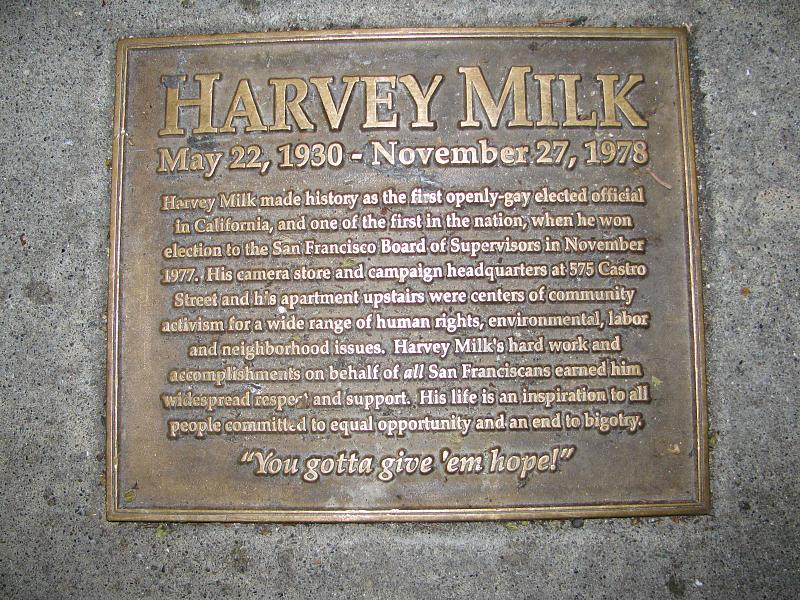
Jedna z upamiętniających Milka tablic w San Francisco

Harvey Bernard Milk urodził się w Woodmere na Long Island 22 maja 1930 w rodzinie Williama i Minervy Karns Milk o korzeniach litewsko-żydowskich. Jego dziadek był właścicielem sklepu i organizatorem pierwszej w okolicy synagogi. W dzieciństwie śmiano się z jego odstających uszu, dużego nosa i nieproporcjonalnych stóp, przypisując mu rolę klasowego klauna. W szkole grał w piłkę i rozwinął pasję do opery. Jako nastolatek uświadomił sobie swój homoseksualizm, lecz informację o tym trzymał w ukryciu.
Milk ukończył Bay Shore High School w Bay Shore w stanie Nowy Jork i w 1947 roku rozpoczął studia w State College for Teachers in Albany (obecnie State University of New York at Albany), które ukończył w 1951 roku specjalizując się z matematyki. Pisał dla uniwersyteckiej gazety i został zapamiętany jako towarzyski, przyjazny student. Żadne z jego przyjaciół w szkole średniej i na uczelni nie przypuszczało, że jest gejem. Jego znajoma z klasy wspomina: nigdy nie uważano go za queera – tak ich wtedy nazywano – był męskim mężczyzną.

### Wczesna kariera
Po ukończeniu studiów Milk zaciągnął się do marynarki wojennej podczas wojny w Korei. Służył na okręcie ratunkowym USS „Kittiwake” (ASR-13) jako nurek. Później rozpoczął służbę w bazie wojennej San Diego. W 1955 zakończył służbę wojskową osiągając stopień podporucznika.
Jego wczesna kariera była naznaczona częstymi zmianami; w późniejszych latach często wspominał o swojej metamorfozie z żydowskiego chłopaka pochodzącego ze średniej klasy. Był nauczycielem w George W. Hewlett High School w Long Island. W 1956 roku na plaży w Jacob Riis Park, popularnym wśród gejów miejscu w Queens, poznał o siedem lat młodszego Joego Campbella. Przenieśli się do Texasu, jednak czując się źle w tym konserwatywnym stanie, wrócili do bardziej liberalnego Nowego Jorku, gdzie Milk znalazł pracę jako aktuarialny statystyk w przedsiębiorstwie ubezpieczeniowym. Milk i Campbell rozstali się po ok. 6 latach i był to najdłużej trwający związek Milka.
Milk usiłował oddzielić swoje wczesne życie uczuciowe od życia rodzinnego i pracy. Czując się samotny w Nowym Jorku, zamierzał poślubić przyjaciółkę, lesbijkę. Mieszkając w Nowym Jorku utrzymywał swoje gejowskie związki w ukryciu. W 1962 roku Milk zaangażował się w związek z młodszym od siebie o 10 lat Craigiem Rodwellem. Pomimo silnej więzi Milka z Rodwellem, Milk był zniechęcony jego uczestnictwem w Mattachine Society, organizacji na rzecz gejów. Rodwell był aresztowany na 3 dni za chodzenie po Riis Park, oskarżony o podburzanie zamieszek i obnażenie się (prawo wymagało, aby męskie kostiumy kąpielowe rozciągały się od pępka do poniżej uda). Milk przerwał związek z Rodwellem, zaniepokojony tendencjami Rodwella do prowokacyjnych zachowań wobec policji.
Milk po zakończeniu pracy jako sprzedawca ubezpieczeń, został analitykiem w firmie z Wall Street – Bache & Company. W tamtym okresie jego partnerem był Jack Galen McKinley. Wspólnie z McKinleyem uczestniczyli w kampanii prezydenckiej w 1964 roku republikanina Barry Goldwatera.